# 麻栗坡红丝线
麻栗坡红丝线（学名：Lycianthes marlipoensis）为茄科红丝线属下的一个种。

## 扩展阅读
- 維基物種上的相關：麻栗坡红丝线